# Număr de identificare național

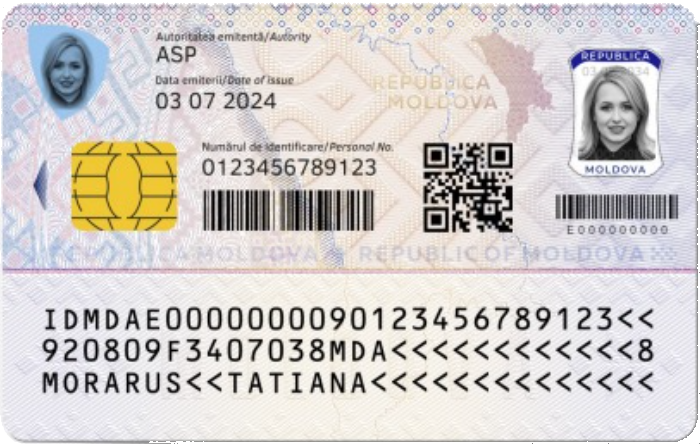
Carte de identitate cu identificator numeric personal (Moldova)

Numărul de identificare național (sau numărul național de identificare) este utilizat de guvernele multor țări ca mijloc de identificare unică a cetățenilor sau rezidenților lor în scopuri de muncă, impozitare, beneficii guvernamentale, asistență medicală, servicii bancare și alte funcții legate de guvern. Acestea permit autorităților să utilizeze un identificator unic care poate fi legat de o bază de date, reducând riscul de identificare greșită a unei persoane. Ele sunt adesea menționate pe documentele naționale de identitate ale cetățenilor.
În majoritatea cazurilor, cetățenii primesc un număr de identificare la atingerea vârstei legale sau la naștere. Persoanelor non-cetățene li se poate atribui un astfel de număr la intrarea în țară sau în momentul obținerii unui permis de ședere temporar sau permanent. Astfel de numere pot fi denumite local drept număr de asigurare socială, număr de securitate socială, număr de identificare fiscală, JMBG/EMBG sau printr-un alt nume specific țării respective.
Unele țări au emis aceste numere în scopuri inițial separate, dar în timp ele au devenit, de facto, un număr național de identificare. De exemplu, Statele Unite au dezvoltat sistemul numărului de securitate socială (SSN) ca mijloc de organizare a distribuirii beneficiilor sociale. Regatul Unit emite numere de asigurare națională în scopuri similare. În aceste țări, din cauza lipsei unui număr oficial de identificare național, aceste numere substitutive au ajuns să fie folosite în diverse scopuri, până în punctul în care este aproape esențial să deții unul pentru a putea, printre altele, plăti taxe, deschide un cont bancar, obține un card de credit sau conduce un autoturism.